# Кожкев
Кожкев (пол. Korzkiew) — село в Польщі, у гміні Зельонки Краківського повіту Малопольського воєводства.
Населення — 193 особи (2011).

## Демографія
Демографічна структура станом на 31 березня 2011 року:
|          | Загалом | Допрацездатний вік | Працездатний вік | Постпрацездатний вік |
| -------- | ------- | ------------------ | ---------------- | -------------------- |
| Чоловіки | 101     | 25                 | 61               | 15                   |
| Жінки    | 92      | 12                 | 60               | 20                   |
| Разом    | 193     | 37                 | 121              | 35                   |